# Список умерших в 597 году

## Июнь
- 9 июня — Колумба (75), ирландский святой, монах, проповедник христианства в Шотландии.
- 13 июня — Цетей из Амитерна, святой Римско-Католической Церкви, мученик, епископ города Амитерн, покровитель города Пескара и архиепархии Пескара-Пенне.

## Декабрь
- 8 декабря — Фредегонда, франкская королева, сначала наложница, затем жена Хильперика I.

## Дата смерти неизвестна или требует уточнения
- Варнекаут, лангобардский герцог Павии.
- Гайдульф, лангобардский герцог Бергамо.
- Зангрульф, лангобардский герцог Вероны.
- Кеол, король Уэссекса (591—597).
- Клидно ап Кинвелин, король Дин-Эйдина (современного Эдинбурга) (560—597).
- Пирагаст, вождь и военачальник славян.
- Платон, епископ Пуатье.
- Чжии, буддийский наставник, фактический создатель школы Тяньтай.